# Giovanni Battista Rezzonico
Giovanni Battista Rezzonico (Veneza, 1º de junho de 1740 - Roma, 21 de julho de 1783) foi um cardeal do século XVIII

## Biografia
Nasceu em Veneza em 1º de junho de 1740. Quarto dos cinco filhos de Aurelio Rezzonico e Anna Giustiniani. Irmão do cardeal Carlo Rezzonico, Jr (1758). Os outros três irmãos eram Quintilia, Lodovico e Abbondio. Sobrinho do Papa Clemente XIII (1758-1769).
Sob a direção de seu tio, o cardeal Carlo Rezzonico, estudou no Jesuíta Collegio Romano .
Camareiro particular de Sua Santidade, 1º de julho de 1760. Referendário dos Tribunais da Assinatura Apostólica da Justiça e da Graça, 10 de julho de 1761. Recebeu as insígnias do caráter clerical do Papa Clemente XIII, 16 de julho de 1760. Protonotário anúncio apostólico honorem . Clérigo da Câmara Apostólica. Comissário geral dell'Armi , 27 de novembro de 1761-1766. Abade commendatario de S. Croce di Sassovivo, diocese de Foligno, agosto de 1761; e de Folina, diocese de Friuli, fevereiro de 1766. Grão-prior da Soberana Ordem Militar Hospitaleira de São João de Jerusalém de Rodes e de Malta em Roma, janeiro de 1763. Prefeito do Palácio Apostólico (Maggiordomo), 21 de julho de 1766; confirmado no cargo pelo Papa Clemente XIV.
Criado cardeal diácono no consistório de 10 de setembro de 1770; recebeu o chapéu vermelho em 13 de setembro de 1770; e a diaconia de S. Nicola em Carcere, 12 de dezembro de 1770. Recebeu a dispensa por ter um irmão no Sacro Colégio dos Cardeais. Concedeu a dispensa para ser cardeal diácono sem receber as ordens menores, em 24 de setembro de 1771. Recebeu as ordens menores, em 21 de setembro de 1773. Participou do conclave de 1774-1775, que elegeu o Papa Pio VI. Pró-secretário de Memoriali , 25 de fevereiro de 1775. Atribuído à SS. CC. da Sagrada Consulta ; Consistorial; Indulgências e Sagradas Relíquias; Imunidade Eclesiástica; Tecido da basílica de São Pedro; Avignon; Loreto; e delle Acque. Protetor dos Cônegos Regulares Lateranenses, 2 de março de 1775. Protetor da Ordem dos Frades Menores Conventuais, 20 de março de 1775. Protetor do Pii Operai della Divina Pietà ; da cidade de Sinigaglia; da igreja e arquihospital de S. Giacomo degli Incurabili; de diversas cidades e comunidades dos Estados Pontifícios; de collegi , opere pie , confraternidades, mosteiros e capítulos. Ele era um patrono das artes, letras e ciências. Foi apoiador de eruditos e artistas que lhe dedicaram suas obras.
Morreu em Roma em 21 de julho de 1783, repentinamente, de uma apoplexia, ao deixar seu palácio romano. Exposto no salão do palácio senatorial de Campidoglio, onde ele e seu irmão, o senador, moravam; o funeral realizou-se na igreja de S. Lorenzo em Lucina, Roma, onde se realizou o funeral; e enterrado em sua diaconia, S. Nicola em Carcere, onde seus irmãos, o cardeal e o senador, tiveram um túmulo esculpido pelo artista irlandês Christopher Heweston, com seu busto, emblemas e epitáfio composto por Morcelli.